# Brás Garcia de Mascarenhas
Pour les articles homonymes, voir Garcia et Mascarenhas (homonymie).
Brás Garcia de Mascarenhas, né à Avô (en) le 3 février 1596 où il est mort le 8 août 1656, est un poète portugais.

## Biographie
Il voyage au Brésil dans sa jeunesse ainsi qu'en France, en Italie et en Espagne. Il prend part à la guerre de Restauration portugaise où il organise un bataillon de volontaires connu sous le nom de Compagnie des lions de Beira. 
Arrêté et emprisonné au château de Sabugal, il écrit à Jean IV le poème épique Viriato Trágico (pl) tout à la louange du monarque qui le libère aussitôt. Cette œuvre est imprimée à titre posthume à Coimbra en 1699.